# Zoë Kravitz

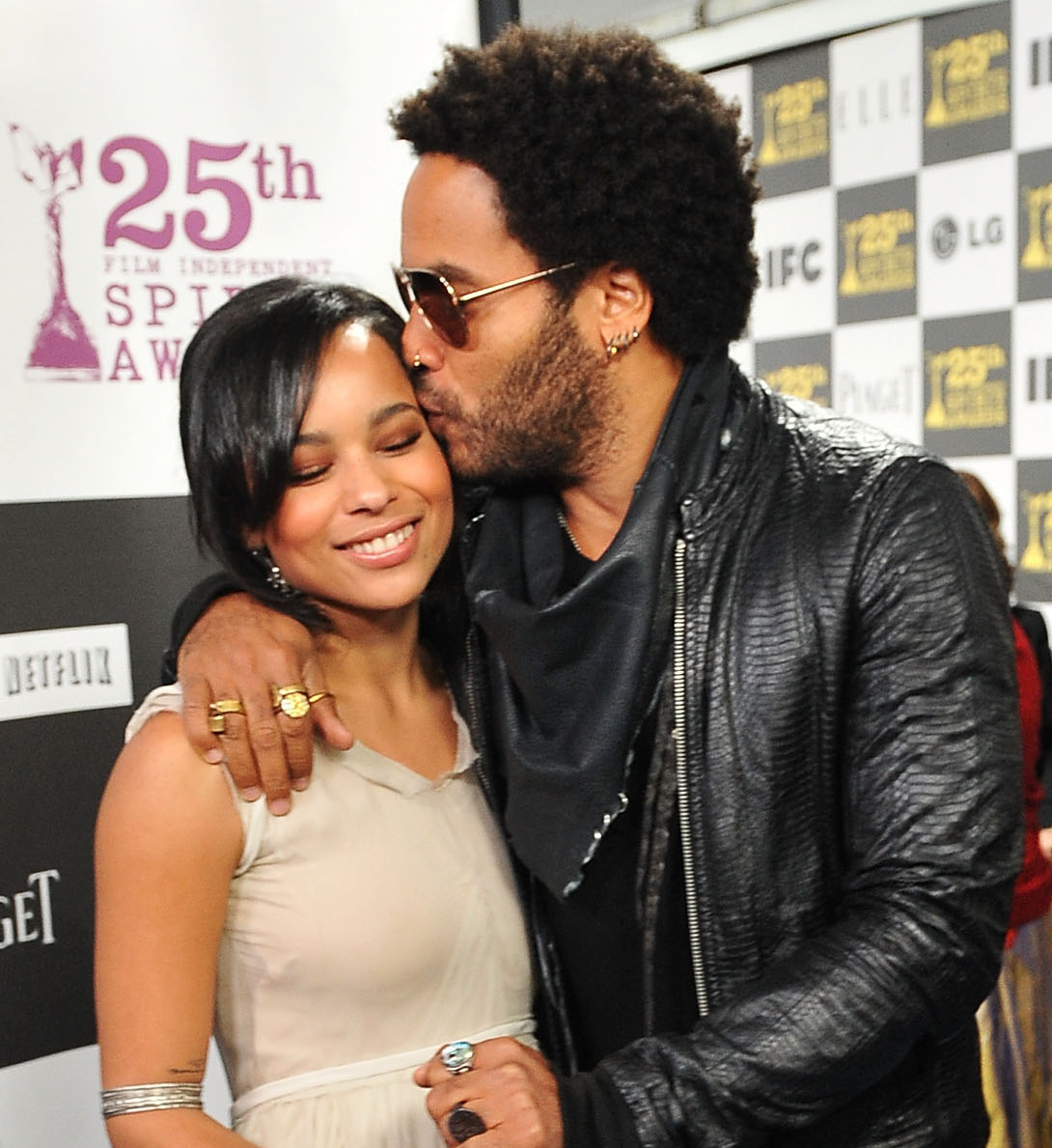
Zoë i Lenny Kravitz (2010)

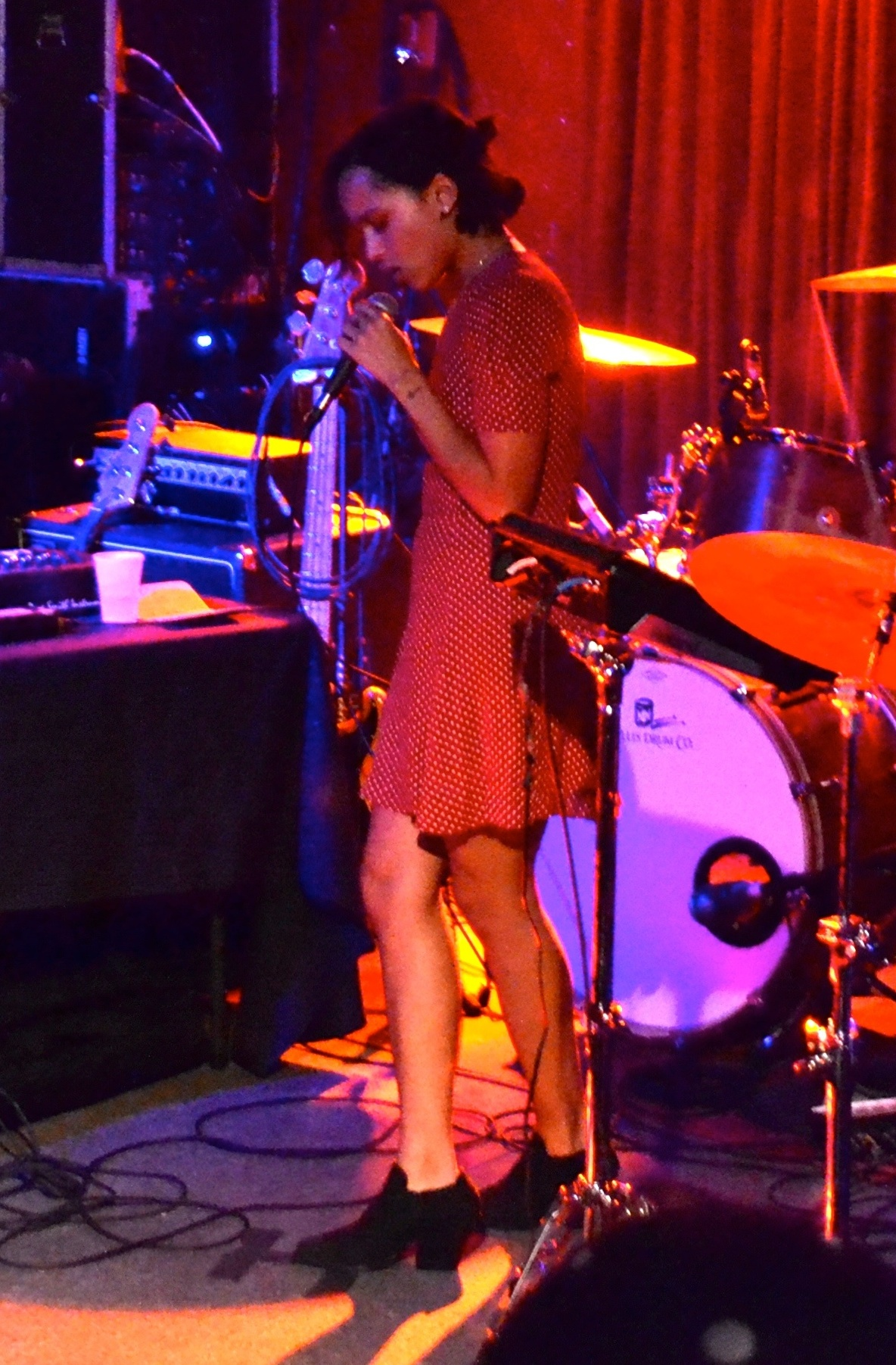
Zoë Kravitz na scenie (2014)

Zoë Isabella Kravitz (ur. 1 grudnia 1988 w Los Angeles) – amerykańska aktorka, piosenkarka i modelka.

## Życiorys
Jest córką muzyka Lenniego Kravitza i aktorki Lisy Bonet, którzy oboje mają afroamerykańskie i żydowskie pochodzenie. Kravitz deklaruje się jako świecka Żydówka.
W 2007 debiutowała obok Catherine Zeta-Jones i Aarona Eckharta w komedii Życie od kuchni jako Charlotte. W filmie Odważna (amerykańsko-australijski kryminał) zagrała większą rolę obok Jodie Foster.
Zoë Kravitz mieszka w Nowym Jorku, w dzielnicy Williamsburg na Brooklynie. W roku 2007 ukończyła szkołę Rudolf Steiner School w Nowym Jorku.
W 2014 zagrała w ekranizacji Niezgodna jako Christina.
Kravitz można także zobaczyć w roli Bonnie w serialu Wielkie kłamstewka razem z Reese Witherspoon, Nicole Kidman i Shailene Woodley.
Zoë Kravitz jest wokalistką zespołu „Lolawolf” tworzącego muzykę R&B, electropop.
W 2021 został ogłoszony reżyserski debiut aktorki, film Mrugnij dwa razy, który światową premierę miał 23 sierpnia 2024 roku. Kravitz jest również producentką i współautorką scenariusza filmu.

## Życie prywatne
Od 2016 była w związku z Karlem Glusmanem. W lutym 2018 zaręczyli się. Para pobrała się w maju 2019. W sierpniu 2021 para rozwiodła się.

## Filmografia
- 2007: Życie od kuchni (No Reservations) jako Charlotte
- 2007: Odważna (The Brave One) jako Chloe
- 2008: Szkoła zgorszenia (Assassination of a High School President) jako Valerie
- 2008: Ptaki Ameryki (Birds of America jako Gillian
- 2009: Najlepszy (The Greatest) jako Ashley
- 2010: Całkiem zabawna historia (It's Kind of a Funny Story) jako Nia
- 2010: Strzeż się Gonza (Beware the Gonzo) jako Evie Wallace
- 2010: Odlot (Twelve) jako Gabby
- 2011: X-Men: Pierwsza klasa (X-Men: First Class) jako Angel Salvadore
- 2012: The Boy Who Smells Like Fish jako Laura
- 2013: 1000 lat po Ziemi (After Earth) jako Senshi Raige
- 2014: Niezgodna (Divergent) jako Christina
- 2014: Pretend We're Kissing jako Autumn
- 2014: The Road Within | Troje na gigancie jako Marie
- 2014: Dobre zabijanie jako Vera Suarez
- 2015: Mad Max: Na drodze gniewu (Mad Max: Fury Road) jako Toast
- 2015: Zbuntowana (The Divergent Series: Insurgent ) jako Christina
- 2015: Dorastanie dla początkujących (Dope) jako Nakia
- 2016: Wierna jako Christina
- 2017: Ostra noc (Rough Night) jako Blair
- 2017: Bliźnięta (Gemini) jako Heather Anderson
- 2017–2019: Wielkie kłamstewka jako Bonnie
- 2018: Fantastyczne zwierzęta: Zbrodnie Grindelwalda jako Leta Lestrange
- 2018: Kin. Zabójcza broń jako Milly
- 2018: Spider-Man Uniwersum jako Mary Jane (głos)
- 2020: Viena and the Fantomes jako Midge
- 2022: Kimi jako Angela Childs
- 2022: Batman jako Selina Kyle / Catwoman